# Lamap
Lamap é uma vila em na província de Malampa, Ilhas Malakula, em Vanuatu. Na vila, há uma igreja, algumas escolas, bares e pousadas. Há duas línguas faladas, francês e inglês.